# Bernat de Chartres
Bernat de Chartres (Bernardus Carnotensis en llatí, Bernard de Chartres en francès) va ser un filòsof del segle xii, de la vida del qual es tenen poques dades. De possible origen bretó, va seguir les idees del neoplatonisme, postulant l'existència de tres plans de la realitat, el món de les idees i el món físic, com deia Plató, per sobre dels quals està Déu.
Destaca per ser l'inventor de la frase "a espatlles de gegants", metàfora que explica que el coneixement avança a partir de la tradició, àmpliament usada en segles posteriors.